# Pobeda, Dobrici
Pobeda (în bulgară Победа, în română Ghelengic) este un sat în comuna Dobricika, regiunea Dobrici, Dobrogea de Sud, Bulgaria. 
Între anii 1913-1940 a făcut parte din plasa Casim a județului Caliacra, România.

## Personalități
- Vasile Pascu (1890 - 1960]], general român

## Demografie
Componența etnică a satului Pobeda
     Turci (2,18%)
     Bulgari (55,56%)
     Romi (31,65%)
     Nicio identificare (9,93%)
     Altele (0,65%)
La recensământul din 2011, populația satului Pobeda era de 916 locuitori. Din punct de vedere etnic, majoritatea locuitorilor (55,56%) erau bulgari, existând și minorități de romi (31,65%) și turci (2,18%). Pentru 9,93% din locuitori nu este cunoscută apartenența etnică.